# SK Alfa Liberec
SK Alfa Liberec byl český futsalový klub z Liberce. Klub byl založen v květnu 1989, od stejného roku se klub zúčastňoval futsalových soutěží pořádaných Fotbalovou asociací České republiky. V sezóně 1992/93 se klub zúčastnil kvalifikace o 1. celostátní ligu, v které uspěl a postoupil následně do nejvyšší soutěže. V roce 2002 se klub dočkal historické úspěchu, když se mu podařilo zvítězit v národním poháru. Klub zanikl po ukončení druholigové sezóny 2010/11.
Své domácí zápasy odehrával klub ve sportovní hale Dukla Liberec.

## Získané trofeje
- Pohár FAČR ( 1x )
  - 2002

## Umístění v jednotlivých sezonách
Zdroj:
Legenda: Z - zápasy, V - výhry, R - remízy, P - porážky, VG - vstřelené góly, OG - obdržené góly, +/- - rozdíl skóre, B - body, červené podbarvení - sestup, zelené podbarvení - postup
| Česko (1993 – 2011) |                                      |                                      |                                      |                                      |                                      |                                      |                                      |                                      |                                      |                                      |                                      |                                      |
| Sezóny              | Liga                                 | Úroveň                               | Z                                    | V                                    | R                                    | P                                    | VG                                   | OG                                   | +/-                                  | B                                    | P. ZČ                                | Play-off                             |
| 1993/94             | 1. celostátní liga                   | 1                                    | 30                                   | 4                                    | 4                                    | 22                                   | 100                                  | 192                                  | -92                                  | 12                                   | 14.                                  |                                      |
| 1994/95             | 2. celostátní liga                   | 2                                    | 26                                   | 14                                   | 3                                    | 9                                    | 120                                  | 110                                  | +10                                  | 45                                   | 5.                                   |                                      |
| 1995/96             | 2. celostátní liga                   | 2                                    | 30                                   | 14                                   | 2                                    | 14                                   | 105                                  | 102                                  | +3                                   | 44                                   | 7.                                   |                                      |
| 1996/97             | 2. celostátní liga                   | 2                                    | 30                                   | 11                                   | 2                                    | 17                                   | 129                                  | 149                                  | -20                                  | 35                                   | 13.                                  |                                      |
| 1997/98             | Divize – sk. Severní Čechy           | 3                                    | 22                                   | 16                                   | 2                                    | 4                                    | 130                                  | 55                                   | +75                                  | 50                                   | 1.                                   |                                      |
| 1998/99             | 2. liga – sk. Západ                  | 2                                    | 30                                   | 27                                   | 1                                    | 2                                    | 252                                  | 87                                   | +165                                 | 82                                   | 1.                                   |                                      |
| 1999/00             | 1. celostátní liga                   | 1                                    | 26                                   | 12                                   | 1                                    | 13                                   | 121                                  | 115                                  | +6                                   | 37                                   | 9.                                   |                                      |
| 2000/01             | 1. celostátní liga                   | 1                                    | 26                                   | 7                                    | 4                                    | 15                                   | 108                                  | 164                                  | -56                                  | 25                                   | 11.                                  |                                      |
| 2001/02             | 1. celostátní liga                   | 1                                    | 26                                   | 13                                   | 3                                    | 10                                   | 127                                  | 129                                  | -2                                   | 42                                   | 7.                                   | Čtvrtfinále                          |
| 2002/03             | 1. celostátní liga                   | 1                                    | 22                                   | 8                                    | 3                                    | 11                                   | 128                                  | 142                                  | -14                                  | 27                                   | 9.                                   |                                      |
| 2003/04             | 1. celostátní liga                   | 1                                    | 22                                   | 10                                   | 2                                    | 10                                   | 102                                  | 131                                  | -29                                  | 32                                   | 7.                                   | Čtvrtfinále                          |
| 2004/05             | 1. celostátní liga                   | 1                                    | 22                                   | 5                                    | 1                                    | 16                                   | 82                                   | 136                                  | -54                                  | 16                                   | 11.                                  |                                      |
| 2005/06             | 2. liga – sk. Západ                  | 2                                    | 22                                   | 11                                   | 1                                    | 10                                   | 130                                  | 130                                  | 0                                    | 34                                   | 5.                                   |                                      |
| 2006/07             | 2. liga – sk. Západ                  | 2                                    | 22                                   | 12                                   | 1                                    | 9                                    | 159                                  | 117                                  | +42                                  | 37                                   | 3.                                   |                                      |
| 2007/08             | Klub byl v sezóně 2007/08 neaktivní. | Klub byl v sezóně 2007/08 neaktivní. | Klub byl v sezóně 2007/08 neaktivní. | Klub byl v sezóně 2007/08 neaktivní. | Klub byl v sezóně 2007/08 neaktivní. | Klub byl v sezóně 2007/08 neaktivní. | Klub byl v sezóně 2007/08 neaktivní. | Klub byl v sezóně 2007/08 neaktivní. | Klub byl v sezóně 2007/08 neaktivní. | Klub byl v sezóně 2007/08 neaktivní. | Klub byl v sezóně 2007/08 neaktivní. | Klub byl v sezóně 2007/08 neaktivní. |
| 2008/09             | Divize A                             | 3                                    | 22                                   | 14                                   | 1                                    | 7                                    | 161                                  | 119                                  | +42                                  | 43                                   | 2.                                   |                                      |
| 2009/10             | 2. liga – sk. Západ                  | 2                                    | 22                                   | 8                                    | 2                                    | 12                                   | 85                                   | 106                                  | -21                                  | 26                                   | 8.                                   |                                      |
| 2010/11             | 2. liga – sk. Západ                  | 2                                    | 20                                   | 11                                   | 2                                    | 7                                    | 132                                  | 110                                  | +22                                  | 35                                   | 3.                                   | Semifinále                           |